# Varronia selleana
Varronia selleana är en strävbladig växtart som först beskrevs av Ignatz Urban, och fick sitt nu gällande namn av Friesen. Varronia selleana ingår i släktet Varronia och familjen strävbladiga växter. Inga underarter finns listade i Catalogue of Life.